# Valeri Nepomnjasjtsji
Valeri Koezmitsj Nepomnjasjtsji (Russisch: Валерий Кузьмич Непомнящий, Slavgorod, 7 augustus 1943) is een Russisch voetbaltrainer.

## Carrière
Vanaf 1982 tot op heden is hij coach geweest bij diverse clubs in Rusland, Turkije en Azië. Nepomnyashchy was bondscoach van het Kameroens voetbalelftal van 1988 tot 1990. Nepomnyashchy was bondscoach van het Kameroen op het Wereldkampioenschap 1990.
1 Bell ·
2 Kana-Biyik ·
3 Onana ·
4 Massing ·
5 Ebwellé ·
6 Kundé ·
7 Omam-Biyik ·
8 Mbouh ·
9 Milla ·
10 M'Fédé ·
11 Ekéké ·
12 Yombi ·
13 Pagal ·
14 Tataw  ·
15 Libiih ·
16 N'Kono ·
17 N'Dip ·
18 Djonkep ·
19 Feutmba ·
20 Makanaky ·
21 Maboang ·
22 Songo'o ·
Coach: Nepomnjasjtsji